# Olle Johnsson
Villiam Olof "Olle" Faber Johnsson 31 oktober 1912 i Lund, död 9 juli 1996 i Örkelljunga, var en svensk musiker och kompositör.
Johnsson studerade vid Musikkonservatoriet i Stockholm 1934–1938. Tillsammans med Eskil Eckert-Lundin bildade han filmmusikkompositörgruppen E.O. Harborg

## Filmmusik
- 1939 – Oss baroner emellan
- 1939 – Hennes lilla Majestät
- 1943 – En melodi om våren
- 1944 – Fattiga riddare
- 1944 – En dotter född
- 1952 – Trots

## Filmografi
- 1938 – Blixt och dunder
- 1939 – Hennes lilla Majestät
- 1943 – Som du vill ha mej
- 1956 – Blånande hav